# Carlos García (wielrenner, 2003)
Carlos Alfonso García Trejo (San Pedro de las Colonias, 21 november 2003) is een Mexicaans wielrenner.

## Carrière
Als 17-jarige, in 2021, trok García naar Europa om deel te nemen aan enkele wedstrijden in San Marino en Italië. In de winter van 2021/22 namen García en een aantal van zijn Mexicaanse ploeggenoten deel aan enkele veldritten in dienst van A.R. Monex CX Pro Cycling Team een continentale ploeg uit San Marino. Zo nam García onder meer deel aan zowel de wereldbekermanche in Tábor (bij de beloften) als die in Koksijde (bij de eliterenners). Op het wereldkampioenschap eindigde hij op plek 37 bij de beloften.
In september 2023 won García de slotrit in de Ronde van Friuli-Venezia Giulia. In maart 2024 werd hij, achter Daniel Skerl en Simone Buda, derde in de Popolarissima. Met een Mexicaanse nationale selectie nam hij in mei van dat jaar deel aan de Vredeskoers, waar de vijfde plek in de slotetappe zijn beste uitslag was.
Na seizoenen op en neer tussen Mexico en Europa maakte García in 2025 de overstap naar het Mexicaanse Petrolike. In juli van dat jaar behaalde hij zijn eerste profzege toen hij de vijfde etappe in de Ronde van Qinghai won.

## Overwinningen
2024
4e etappe Ronde van Friuli-Venezia Giulia
2025
5e etappe Ronde van Qinghai

## Ploegen
- 2021 –  A.R. Monex CX Pro Cycling Team
- 2025 –  Petrolike